# Christian Friedrich von Gregory
Christian Friedrich Gregory, ab 1789 Freiherr von Gregory (* 14. September 1757 in Dresden; † 5. Oktober 1834 in Peuke, Landkreis Oels) war ein deutscher Kaufmann und Bankier, kurfürstlich-sächsischer Hofkammerrat sowie Herr auf Großkmehlen.

## Leben und Wirken

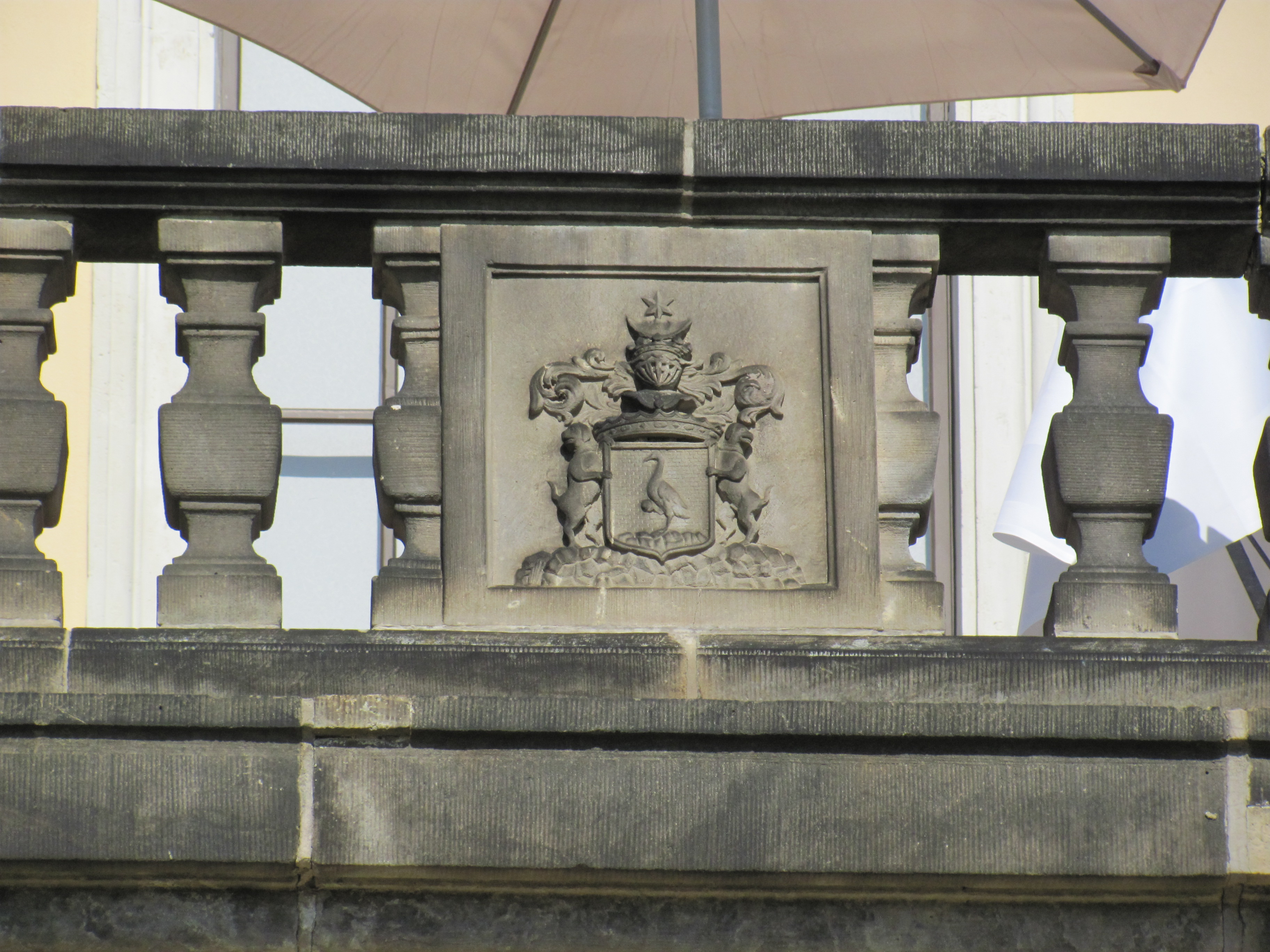
Wappen Gregorys am Belvedere zum Schloss Wackerbarth

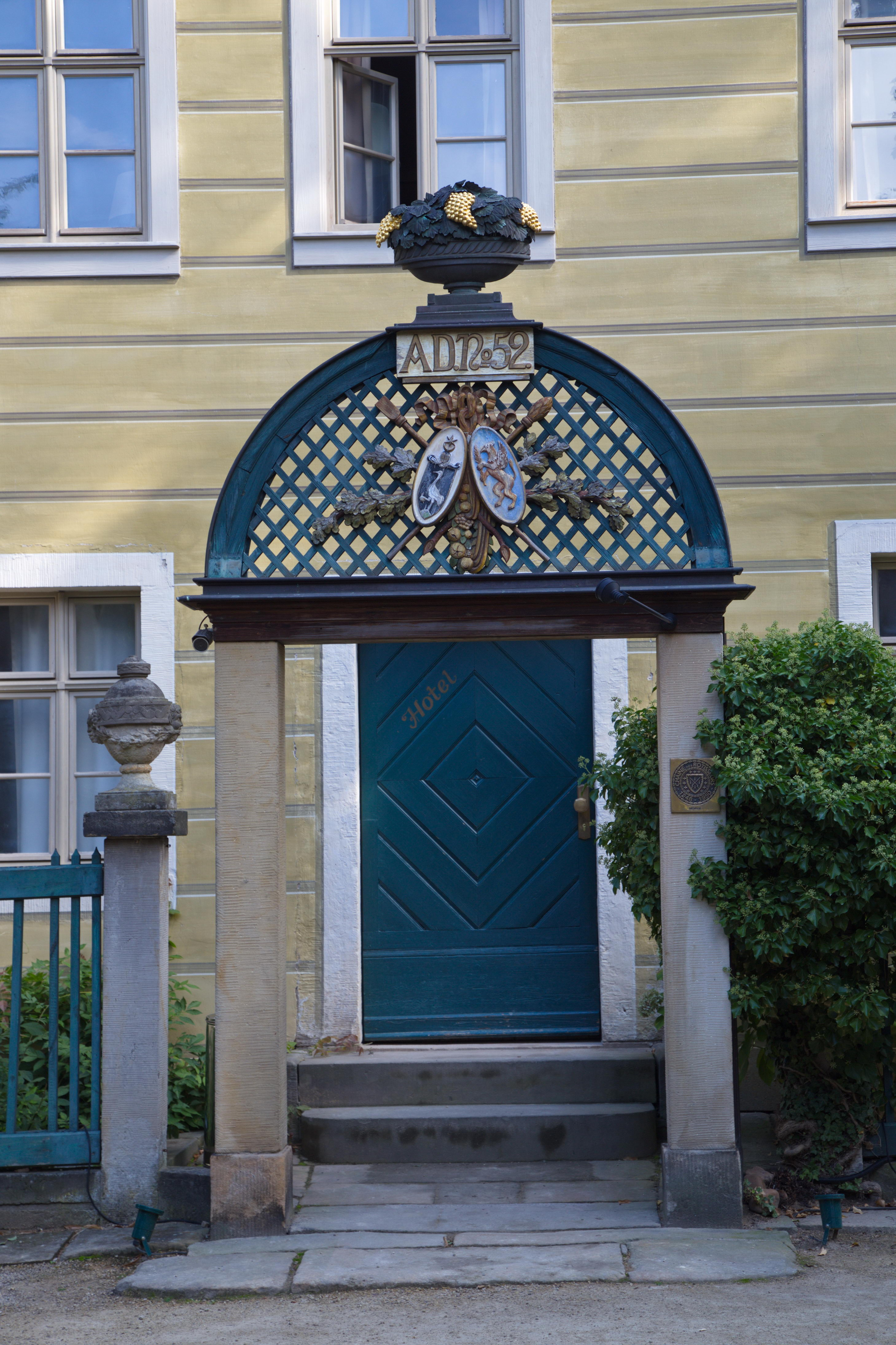
Allianzwappen an Haus Sorgenfrei

Der zum Freundeskreis des sächsischen Prinzen Maximilian gehörende Kaufmann Gregory war Besitzer einer Bank im Dresdner Hôtel de Pologne.
1776 erbte er von seinem Vater, dem aus Berlin stammenden Kaufmann Albert Friedrich Gregory (1728–1776), den Majoratsbesitz seiner Familie in der späteren Oberlößnitz, das Weinbergsanwesen Haus Sorgenfrei. Dort ließ er in den Jahren 1783 bis 1789 unter Verwendung von Teilen des Vorgängergebäudes das heute denkmalgeschützte Ensemble im Dresdner Zopfstil errichten. Zwischen 1793 und 1797 besaß von Gregory auch die Herrschaft Remse mit dem Schloss Remse und dem Gericht Abtei Oberlungwitz.
1789 wurde Gregory in den Reichsadels- und Freiherrenstand erhoben.
Zwischen 1785 und 1796 besaß er auch das Anwesen der späteren Villa Wach. 1798 erwarb Gregory das Anwesen von Schloss Wackerbarth, im Jahr darauf den direkt anschließenden Weinberg Fliegenwedel (siehe Haus Fliegenwedel), die er beide bis 1808 oder 1809 in seinem Besitz hatte.